# Armorial des familles du Quercy
L'Armorial des familles du Quercy rassemble les armoiries, sous forme de figures et de blasonnements, ainsi que les devises des familles nobles et notables ayant eu une présence significative en Quercy sous l'Ancien Régime.

## Liste des familles
- Haut – A
- B
- C
- D
- E
- F
- G
- H
- I
- J
- K
- L
- M
- N
- O
- P
- Q
- R
- S
- T
- U
- V
- W
- X
- Y
- Z

### A
| Blason | Nom de la famille, blasonnement et devise |
| ------ | --- |
|        | Famille d'Armagnac de Castanet et de Gourdon Écartelé : aux 1 et 4 d'argent au lion de gueules ; aux 2 et 3 de gueules au léopard lionné d'or (Rodez)., Alias aux 1 et 4, de gueules au lévrier d'argent accolé de gueules, bouclé, cloué d'or et accompagné de deux grues d'argent, le tout entouré d'une bordure crénelée de huit pièces d'or ; aux 2 et 3 d'argent chargé d'un coticé de pourpre, à la bordure crénelée de six pièces de gueules. - Famille noble subsistante |
|        | Maison d'Arpajon De gueules, à la harpe d'or, cordée du même. - Famille noble éteinte |
|        | Famille d'Auzac de La Martinie Coupé : au 1, de gueules, à la fasce en divise d'argent, accompagnée en pointe de deux croissants rangés du même, et en chef de deux étoiles d'or ; au 2, d'azur, à la tour d'argent, entourée d'un cep de vigne de sinople. - Famille noble subsistante |
|        | Famille d'Azémar de Panat ou Adhémar D'or, à trois fasces de gueules. - Famille noble |

### B
| Blason | Nom de la famille, blasonnement et devise |
| ------ | --- |
|        | Famille de Balaguier de Montsalès D'or, à trois fasces de gueules. - Famille noble |
|        | Famille de Balzac D'azur, à trois flanchis d'argent ; au chef d'or, chargé de trois flanchis d'azur. - Famille noble |
|        | Famille de Barasc, barons de Béduer Coupé : au 1 d'azur au lion léopardé d'argent ; au 2, d'or à la vache de gueules. - Famille noble |
|        | Famille de Beaufort de Lesparre D'azur à trois étoiles d'or posées 2 et 1. Alias à une fleur de lys d'or posée à dextre et deux demi-fleurs de lys du même l'une au-dessus de l'autre à senestre. - Famille noble                                    |
|        | Famille de Beaumont De gueules, à la fasce d'argent chargée de trois fleurs de lys d'azur. Alias trois fleurs de lys du champ. - Devise : « Impavidum ferient ruinæ » – Famille noble subsistante                                                    |
|        | Famille de Bonafos de Teyssieu Écartelé : aux 1 et 4, d'azur à la bande d'argent ; aux 2 et 3, de gueules au besant d'argent. - Famille noble |
|        | Famille de Bonnefous de Caminel ou Bonnafoux D'azur, à trois rocs d'échiquier d'or. - Famille noble |
|        | Famille de Boysson D'argent au chevron de gueules, accompagné en chef, de deux croissants de même, et, en pointe, d'un arbre buisson terrassé de sinople ; au chef d'azur chargé de trois étoiles d'or. - Famille subsistante d'ancienne bourgeoisie |

### C
| Blason                          | Nom de la famille, blasonnement et devise |
| ------------------------------- | --- |
| Blason Famille de Calmont d'Olt | Famille de Calmont d'Olt alias Caumont D'argent au lion de sable. - Famille noble |
|                                 | Famille de Cardaillac De gueules, au lion d'argent, armé, lampassé et couronné d'or ; à l'orle de treize besants d'argent., Alias le lion vêtu d'une cotte d'armes d'azur semée de fleurs de lys d'or. Alias le lion d'or. - Devise : « Toto noscuntur in orbe » – Famille noble éteinte |
| Blason Végennes                 | Famille de Cardaillac de Végène D'argent, à la croix de gueules, au chef d'azur, bastillé de quatre pièces. - Famille noble subsistante |
| Blason Famille de Castelnau     | Famille de Castelnau de Caumont et de Bretenoux De gueules, au château d'or, alias d'argent. Alias écartelé ; aux 2 et 3 d'argent au lion de sable, qui est de Calmont d'Olt. - Famille noble |
|                                 | Famille de Caumont D'azur, à trois léopards d'or, armés, lampassés et couronnés de gueules, l'un sur l'autre. - Famille noble subsistante |
|                                 | Famille de Caussade D'or, à quatre cotices de gueules. - Famille noble |
|                                 | Famille de Chabannes De gueules au lion d'hermine, lampassé, armé et couronné d'or. - Famille noble subsistante |
|                                 | Famille Chapt de Rastinhac D'azur, au lion d'argent, armé, lampassé et couronné d'or. - Famille noble |
|                                 | Famille de Chaunac de Lanzac D'argent, au lion de sable, armé, lampassé et couronné de gueules. - Famille noble |
|                                 | Famille de Cosnac D'argent, semé de molettes d'éperon (alias : étoiles) de sable ; au lion du même brochant, armé, lampassé et couronné de gueules. - Devise : « Neque aurum honora, neque argentum » ou « Neque auro neque argento, sed honore » - Famille noble subsistante |
|                                 | Famille de Crussol d'Uzès Écartelé : aux 1 et 4, parti : au 1, fascé d'or et de sinople de six pièces, qui est de Crussol ; au 2, d'or, à trois chevrons de sable, qui est de Lévis ; aux 2 et 3, contre-écartelé : aux 1 et 4, d'azur, à trois étoiles d'or en pal, qui est de Gourdon (alias de Genouillac) ; aux 2 et 3, d'or à trois bandes de gueules, qui est de Genouillac (alias de Galiot d'Assier) ; sur le tout : de gueules à trois bandes d'or, qui est d'Uzès. - Devise : « Ferro non auro » – Famille noble |
|                                 | Famille de Cugnac et Cunhac Gironné d'argent et de gueules. - Devises : « Comme il nous plaît » et « Ingratis servire nefat » - Famille noble subsistante |

### D
| Blason | Nom de la famille, blasonnement et devise |
| ------ | --- |
|        | Famille Delfau de Pontalba et de Belfort De gueules, à deux faux d'argent adossées [passées en sautoir], les fers ou banchiers en bas ; au chef de sinople, chargé de trois rocs d'échiquier d'or. Alias à deux faux d'argent passées en sautoir, affrontées et surmontées de deux (alias : trois) rocs d'échiqiuer du même (alias : d'or). - Famille noble subsistante |
|        | Maison de Durfort Écartelé : aux 1 et 4, d'argent, à la bande d'azur, qui est de Durfort ; aux 2 et 3, de gueules au lion d'argent, qui est de Lomagne. Alias d'azur, à la bande d'or. |

### E
| Blason | Nom de la famille, blasonnement et devise                                                                                             |
| ------ | --- |
|        | Famille d'Escayrac de Lauture D'argent, à trois bandes de gueules. Alias au chef d'azur chargé de trois étoiles d'or. - Famille noble |
|        | Famille d'Estaing D'azur, à trois fleurs de lys d'or ; au chef d'or. - Famille noble éteinte                                          |

### F
| Blason                               | Nom de la famille, blasonnement et devise |
| ------------------------------------ | --- |
|                                      | Famille de Faudoas-Barbasan D'azur, à la croix d'or. Alias écartelé ; aux 2 et 3 de France sans brisure. - Famille noble |
|                                      | Famille de Faydit de Tersac ou Terssac, Feydit, Feydim Burelé d'argent et de sinople, chaque burelle d'argent chargée d'une étoile de gueules, qui est de Faydit ; au chef d'azur, parti par un trait de sable, à deux lions affrontés d'or, couronnés du même, qui est de Sarrazac ancien., - Famille noble                              |
|                                      | Famille Flotte Fascé d'or et d'azur. - Famille noble |
|                                      | Famille de Fontanges De gueules, au chef d'or, chargé de trois fleurs de lys d'azur. - Famille noble subsistante |
| Blason Famille Le Franc de Pompignan | Famille Le Franc de Pompignan D'azur, à un cavalier armé d'argent, tenant en main une épée nue. Alias écartelé, aux 1 et 4 d'azur à la bande d'argent accompagnée de deux flanchis d'or, à la bordure cousue d'azur chargée de onze besants d'or ; aux 2 et 3, d'or à trois bandes de gueules ; sur le tout, de Le Franc. - Famille noble |

### G
| Blason                         | Nom de la famille, blasonnement et devise |
| ------------------------------ | --- |
|                                | Famille de La Garde de Saignes D'azur à une épée d'argent posée en bande, la pointe en bas. Alias l'épée à la poignée d'or. - Famille noble éteinte |
|                                | Famille de Garrigues de Flaujac Écartelé : aux 1 et 4, d'azur, au lion d'or, armé, lampassé et couronné de gueules ; aux 2 et 3, d'argent, au chêne de sinople, terrassé du même. - Devise : « Vis atque virtus » - Famille noble subsistante                                                                                      |
|                                | Famille de Gascq ou Gasq, Gasques De gueules à la bande d'or, accompagnée de cinq molettes du même en orle, trois en chef et deux en pointe., |
|                                | Famille de Gaulejac Parti d'argent et de gueules. - Famille noble |
|                                | Famille de Gourdon ou de Genouillac Parti : au 1, d'azur à trois étoiles d'or en pal, qui est de Genouillac ; au 2, d'or [à trois bandes] de gueules, qui est de Ricard., Alias écartelé : aux 1 et 4 de Genouillac, aux 2 et 3 de Ricard., - Devise : « J'aime Fortune » ou « J'aime fort une » – Famille noble subsistante       |
| Blason Gramat                  | Famille de Gramat Un écartelé de deux lions et de deux châteaux (sceau). - Famille noble |
|                                | Famille de Grenier D'azur, à la bande d'argent, chargée de trois étoiles de gueules et accompagnée en chef d'un cep de vigne de sable, fruité de pourpre, et en pointe d'un lévrier de sable. Alias coupé, en chef de gueules à trois grenades d'argent, en pointe d'azur au croissant aussi d'argent. - Famille noble subsistante |
|                                | Famille de Grimal D'argent, à l'aigle de sable ; au chef d'azur, chargé de trois étoiles d'argent. Alias au pin de sinople accosté de deux abeilles de gueules, au chef d'azur chargé d'une abeille d'or. |
|                                | Famille de Grossoles D'or, au lion de gueules issant d'une rivière d'argent mouvant de la pointe de l'écu ; au chef d'azur, chargé de trois étoiles d'or. - Famille noble |
| d'argent à la bande de gueules | Famille de Guiscard D'argent, à la bande de gueules. - Famille noble |

### H
| Blason | Nom de la famille, blasonnement et devise |
| ------ | --- |
|        | Famille Hébrard de Saint-Sulpice Parti d'argent et de gueules. - Devises : « Oculis gradiuntur apertis » et « Sic fortes fortibus junguntur » - Famille noble éteinte |

### I
| Blason | Nom de la famille, blasonnement et devise |
| ------ | --- |
|        | Famille d'Isarn de Villefort D'azur, à une fasce d'or, accompagnée en chef de trois besants de même, et en pointe d'un croissant aussi d'or. - Famille noble |

### L
| Blason | Nom de la famille, blasonnement et devise |
| ------ | --- |
|        | Famille de Lamberterie D'azur, au lion d'argent, armé et lampassé de gueules. - Devise : « Vis atque virtus » - Famille noble |
|        | Famille de Lapanouse ou La Panouse D'argent à six cotices de gueules. Alias de gueules à cinq cotices d'argent. Alias d'argent à cinq cotices de gueules. |
|        | Famille de Laparra ou La Parra D'azur, à la tour d'argent, maçonnée de sable. Alias d'argent, à la fasce d'azur, chargée de trois lionceaux léopardés d'or et accompagnée en pointe d'un lion léopardé de gueules. - Famille noble                                                                                            |
|        | Famille de Laroche-Lambert ou La Roche-Lambert Écartelé : aux 1 et 4 d'azur à la croix d'argent ; aux 2 et 3 d'azur à un arbre arraché d'or. Alias aux 2 et 3, d'or à l'arbre de sinople sur une terrasse du même. - Famille noble                                                                                            |
|        | Famille de Lastic De gueules à la fasce d'argent. - Famille noble subsistante |
|        | Famille de Lentilhac De gueules, à la bande d'or. - Devise : « Non lentus in armis » - Famille noble |
|        | Famille de Lévis D'or, à trois chevrons de sable. - Devise : « Aide Dieu au second chrétien Lévis » - Famille noble |
|        | Famille de Lostanges, vicomtes et marquis de Béduer D'argent au lion de gueules, armé, lampassé et couronné d'azur, accompagné de cinq étoiles de gueules en orle. Alias le lion armé et lampassé d'or. Alias la queue nouée, fourchue et passée en sautoir. - Devise : « Fortitudine et sapientia ascendam » – Famille noble |
|        | Famille de Loubejac, Sgrs de Hautcastel D'argent à trois fasces de gueules. - Famille noble |
|        | Famille de Luzech Écartelé : aux 1 et 4, d'argent au griffon d'azur, lampassé et armé de gueules, qui est de Luzech ; aux 2 et 3, d'azur, au croissant d'argent, qui est de Creissac. - Famille noble |

### M
| Blason                      | Nom de la famille, blasonnement et devise |
| --------------------------- | --- |
|                             | Famille de Montagut-Favols Écartelé d'argent et d'azur. - Famille noble |
|                             | Famille de Montlezun D'argent, au lion couronné de gueules, accompagné de neuf corneilles de sable, becquées et membrées de gueules. - Famille noble                                 |
| Blason Famille de Montpezat | Famille de Montpezat De gueules à une balance d'or. Alias d'or, à une balance de gueules. Alias de gueules, à deux balances d'or, posées l'une au-dessus de l'autre. - Famille noble |
|                             | Famille de Mostuéjouls De gueules, à la croix fleurdelisée d'or, cantonnée de quatre billettes de même. - Famille noble                                                              |

### N
| Blason | Nom de la famille, blasonnement et devise                                                                 |
| ------ | --- |
|        | Famille de Noailles De gueules, à la bande d'or. - Devise : « Lædimur haud auro lethali » - Famille noble |

### O
| Blason | Nom de la famille, blasonnement et devise |
| ------ | --- |
|        | Famille d'Ouvrier de Bruniquel D'azur (alias d'or) au chevron d'argent (alias de gueules), chargé de sept (alias trois) merlettes de sable (alias d'or), accompagné de neuf épis de blé d'or (alias de gueules), liés de gueules trois à trois et posés six en chef et trois en pointe. - Devise : « Rien sans peine » - Famille noble éteinte |

### P
| Blason                         | Nom de la famille, blasonnement et devise |
| ------------------------------ | --- |
|                                | Famille de Pascal, Sgrs de Creysse D'azur, à l'agneau pascal d'argent, arboré du même, le guidon chargé d'une croix de gueules. - Devise : « Spes mea Christus » - Famille noble |
|                                | Famille de Pechpeyrou de Comminges Écartelé : aux 1 et 4, d'or, au lion de sable, lampassé, armé et couronné de gueules, qui est de Pechpeyrou ; aux 2 et 3, de gueules, à quatre otelles d'argent, adossées en sautoir, qui est de Comminges. - Devise : « Ut fata trahunt » - Famille noble |
|                                | Famille de Penne D'or, à trois fasces de sable ; au chef d'hermine. - Famille noble |
|                                | Famille de Pérusse des Cars ou d'Escars De gueules, au pal de vair appointé. Alias appointé et renversé. - Devise : « Fais que dois, advienne que pourra » – Famille noble subsistante |
|                                | Famille de Plas ou Plats, comtes de Tanes D'argent, à trois jumelles de gueules posées en bande. - Famille noble |
|                                | Famille de Polastron D'argent, au lion de sable, lampassé de gueules. - Famille noble éteinte |
| d'argent à la bande de gueules | Famille de La Popie D'argent à la bande de gueules. Alias d'or. - Famille noble |
|                                | Famille du Pouget de Nadaillac D'or, au chevron d'azur, accompagné en pointe d'un mont de six coupeaux de sinople. - Devise : « Virtus in hæredes » - Famille noble subsistante |
| Blason Famille des Prez        | Famille des Prez de Montpezat D'or, à trois bandes de gueules ; au chef d'azur, chargé de trois étoiles d'or. - Famille noble éteinte |
|                                | Famille de Prud'homme D'azur, à trois tours crénelées d'argent, maçonnées de sable. - Devise : « Prudentia vincit omnia » - Famille noble |

### R
| Blason                      | Nom de la famille, blasonnement et devise |
| --------------------------- | --- |
|                             | Famille de Reilhac et Reillac, Rilhac D'azur au cerf d'argent. - Famille noble |
| Blason Ricard de Genouillac | Famille Ricard de Gourdon de Genouillac Écartelé : aux 1 et 4, d'azur à trois étoiles d'or [rangées] en pal, qui est de Genouillac ; aux 2 et 3, d'or à trois bandes de gueules, qui est de Ricard. - Famille noble éteinte                      |
|                             | Famille du Rieu D'argent, à trois fasces ondées d'azur ; au chef du même, chargé de trois fleurs de lys d'or. - Famille noble subsistante |
|                             | Famille de Robert de Lignerac D'argent, à trois pals de gueules. Alias trois pals d'azur. |
|                             | Famille de Robert de Lignerac de Caylus D'azur, à trois étoiles à six rais d'or, au chef du même ; sur le tout : d'argent, à trois pals d'azur, qui est de Robert., - Devise : « Dum spiro spero », - Famille noble                              |
|                             | Famille de La Roche-Fontenilles D'azur, à trois rocs d'échiquer d'or. - Devise : « Deo duce, ferro comite » - Famille noble |
| Blason Famille de Rodorel   | Famille de Rodorel D'azur, au roc d'échiquier d'or. - Famille noble |
|                             | Famille de Roger de Beaufort ou Rogier D'argent à la bande d'azur, accompagnée de six roses de gueules, trois en chef et trois en pointe. Alias écartelé ; aux 2 et 3 coticé d'or et de gueules, qui est de Turenne., - Famille noble            |
|                             | Famille de Roquefeuil de Blanquefort Fascé et contre-fascé d'or et de gueules de quatre pièces, chacune chargée d'une cordelière passée en sautoir, de l'un en l'autre. - Devise : « Mon sang coule pour la France » - Famille noble subsistante |

### S
| Blason                | Nom de la famille, blasonnement et devise |
| --------------------- | --- |
|                       | Famille de Saint-Geniez Écartelé : aux 1 et 4 de gueules au lion d'or ; aux 2 et 3 d'argent à trois fasces de gueules. - Famille noble |
|                       | Famille de Saint-Nectaire D'azur, à cinq fusées d'argent, posées en pal. - Famille noble éteinte |
|                       | Famille de Salignac de La Mothe-Fénelon D'or, à trois bandes de sinople. - Devise : « A te principium tibi desinet » - Famille noble |
|                       | Famille de Salviac de Vielcastel De gueules, au château donjonné de trois tours d'or. - Devise : « Quam velus est castrum cujus nescitur origo » - Famille noble |
|                       | Famille de Saunhac D'or, au lion de sable, armé, lampassé et couronné de gueules ; à l'orle de douze carreaux du même. Alias d'azur, au lion d'or, armé, lampassé et couronné de gueules. - Famille noble |
|                       | Famille de Scorailles D'azur à trois bandes d'or. Alias d'or, à trois bandes d'azur. - Famille noble |
|                       | Famille de Scorbiac ou Escorbiac De gueules, au chevron d'or, accompagné en pointe d'un lion d'argent, armé et lampassé de sable ; au chef d'azur, chargé de trois étoiles d'or. Alias d'argent au chevron d'azur, accompagné en chef de trois étoiles en fasce et en pointe d'un lion couronné de sable, armé et lampassé de gueules., - Devise : « Ad decus » – Famille noble |
| Blaon Famille Séguier | Famille Séguier D'azur au chevron d'or accompagné en chef de deux étoiles du même et en pointe d'un mouton arrêté d'argent. Alias à un lion d'or couronné du même, armé et lampassé de sable, au chef cousu de gueules chargé de trois coquilles d'argent. - Famille noble |
|                       | Famille de Selves Parti : au 1, d'azur, à la tour d'argent, maçonnée de sable ; au 2, de gueules à deux fasces d'or. |
|                       | Famille de Sévérac D'argent, à quatre pals de gueules. |
|                       | Famille de Solinhac D'azur au soleil d'or. - Famille bourgeoise |

### T
| Blason                        | Nom de la famille, blasonnement et devise                                                                   |
| ----------------------------- | --- |
|                               | Famille de Thémines De gueules, à deux chèvres d'argent l'une au-dessus de l'autre. - Famille noble éteinte |
| Blason Famille de Toucheboeuf | Famille de Touchebœuf D'azur, à deux bœufs d'or l'un au-dessus de l'autre. - Famille noble                  |

### V
| Blason                     | Nom de la famille, blasonnement et devise |
| -------------------------- | --- |
|                            | Famille de La Valette De gueules, au gerfaut d'argent, la patte dextre levée. - Famille noble éteinte                                                                                             |
|                            | Famille de Valon Écartelé d'or et de gueules. Alias écartelé ; aux 1 et 4, d'or à trois lions de gueules. - Famille noble éteinte                                                                 |
| Blason Famille de Vassal   | Famille de Vassal D'azur, à la bande d'argent remplie de gueules, chargée de trois besants d'or et accompagnée de deux étoiles du même, une en chef et une en pointe. - Famille noble subsistante |
|                            | Famille de Vassinhac et Vassignac D'azur, à la bande d'argent bordée de sable. - Famille noble |
| Blason Vayrac              | Famille de Vayrac D'argent, au soleil de gueules. - Famille noble |
| Blason Famille de Villaret | Famille de Villaret D'or, au rocher à trois coupeaux pointus de gueules, mouvant de la pointe de l'écu, chaque coupeau chargé d'une corneille de sable. - Famille noble éteinte                   |

- Haut – A
- B
- C
- D
- E
- F
- G
- H
- I
- J
- K
- L
- M
- N
- O
- P
- Q
- R
- S
- T
- U
- V
- W
- X
- Y
- Z